# Fòssil vivent

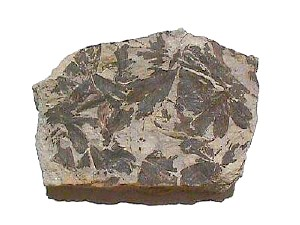
Fulles de ginkgo fossilitzades, trobades a Anglaterra.

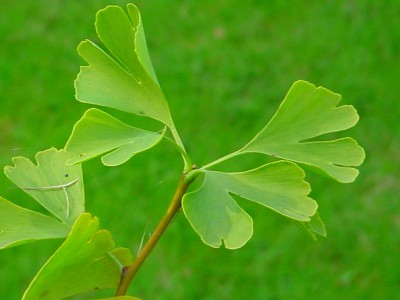
Fulles de ginkgo.

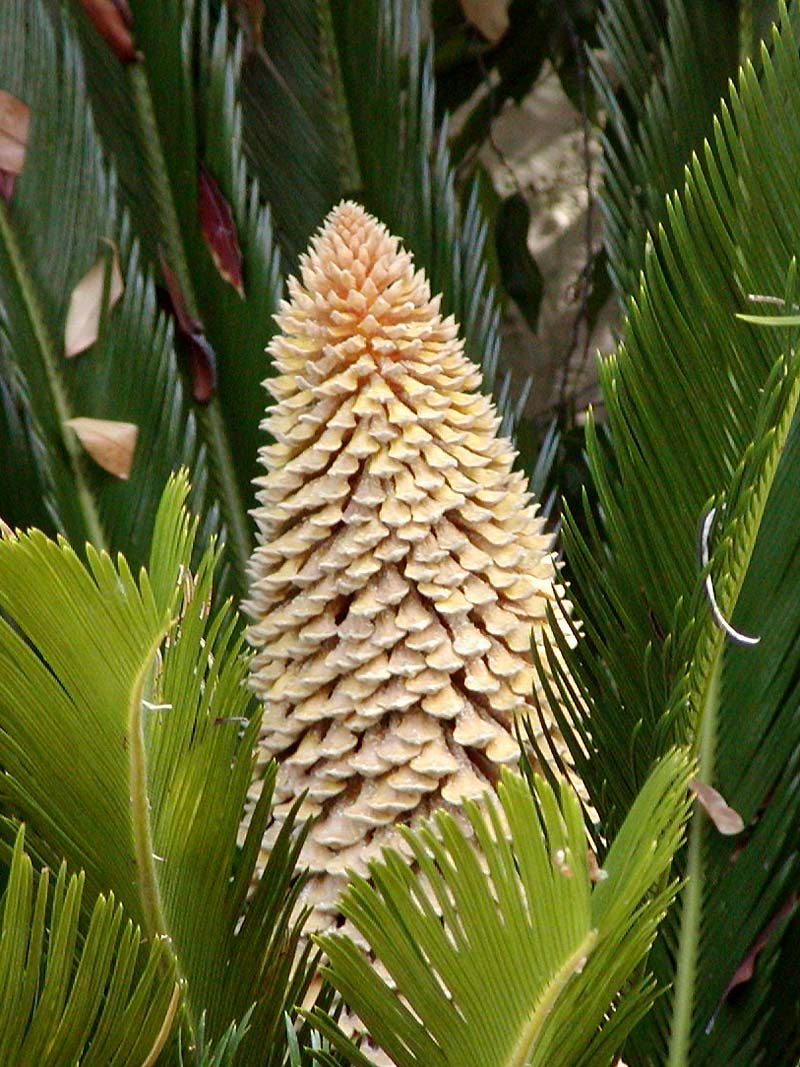
Fulles i con masculí d'una Cycas revoluta. El registre fòssil de les ciques data del Permià primerenc, ara fa 280 milions d'anys.

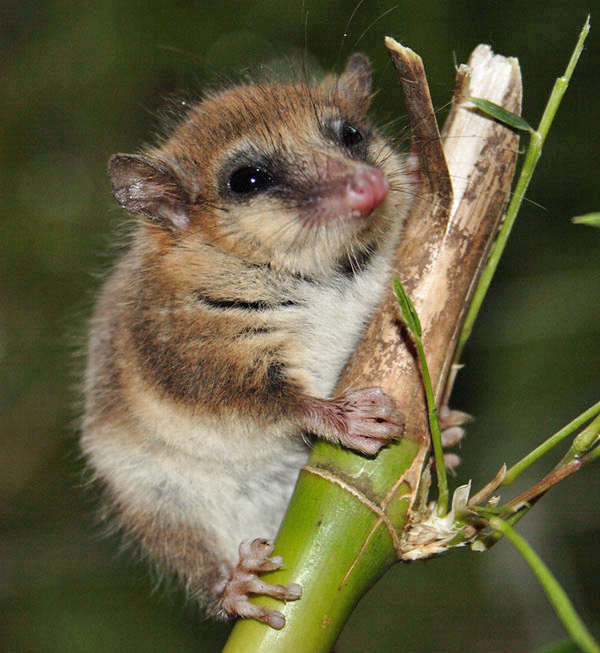
Exemplar de colocolo a Xile. La presència del colocolo a Sud-amèrica suggereix que alguns marsupials hi arribaren des d'Austràlia.

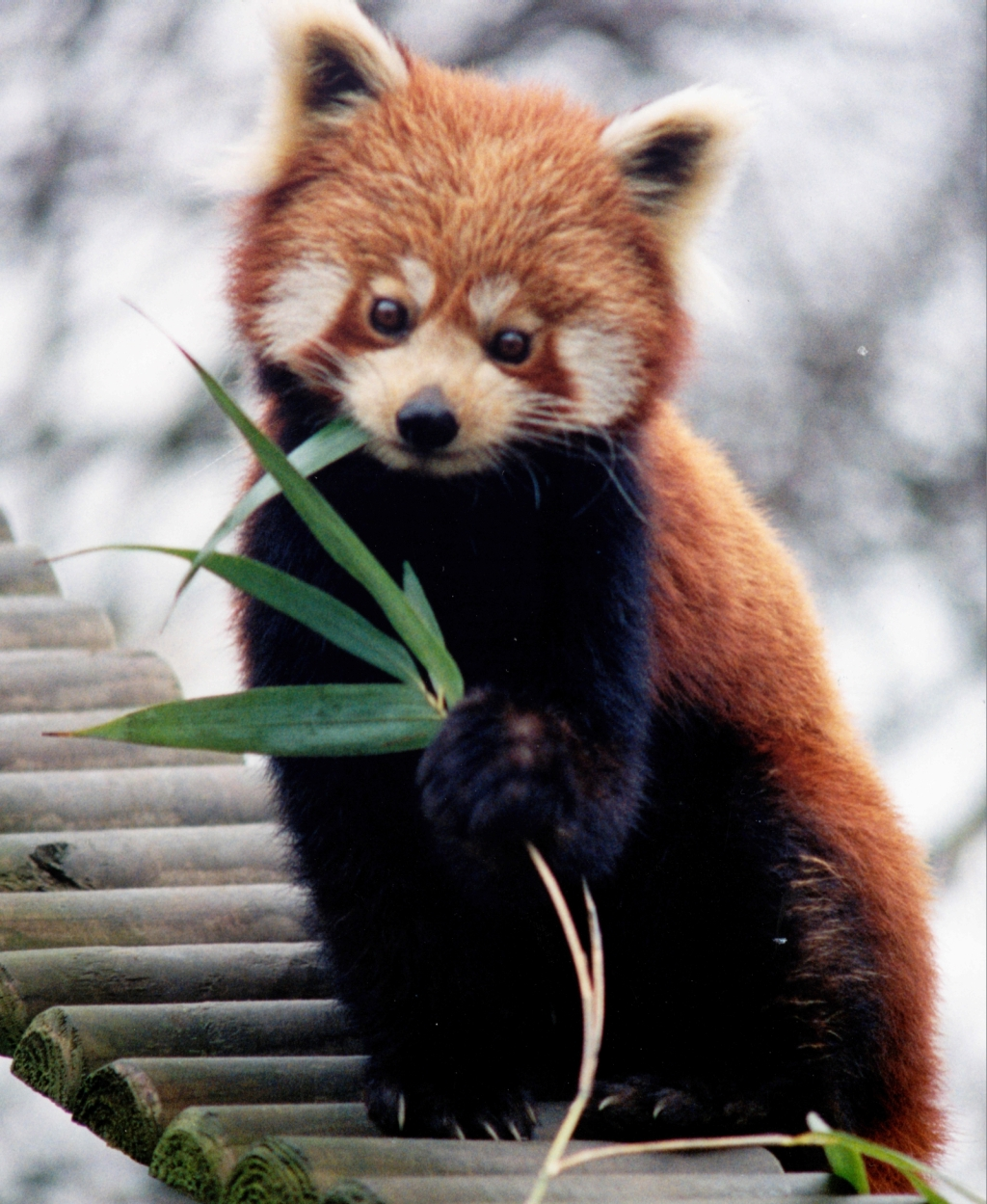
Panda vermell comú menjant fulles.

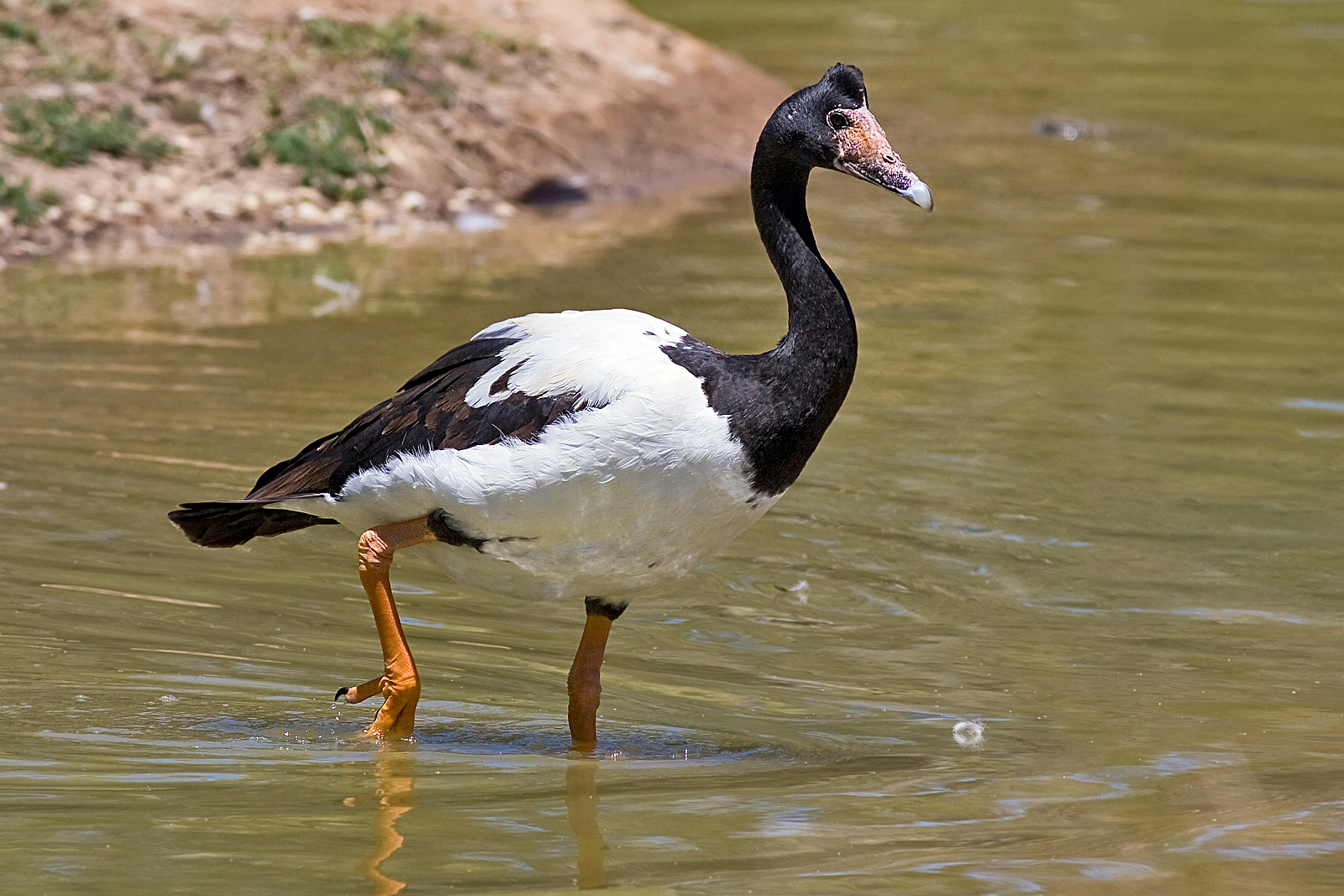
L'oca garsera és l'única espècie de la família dels anseranàtids.

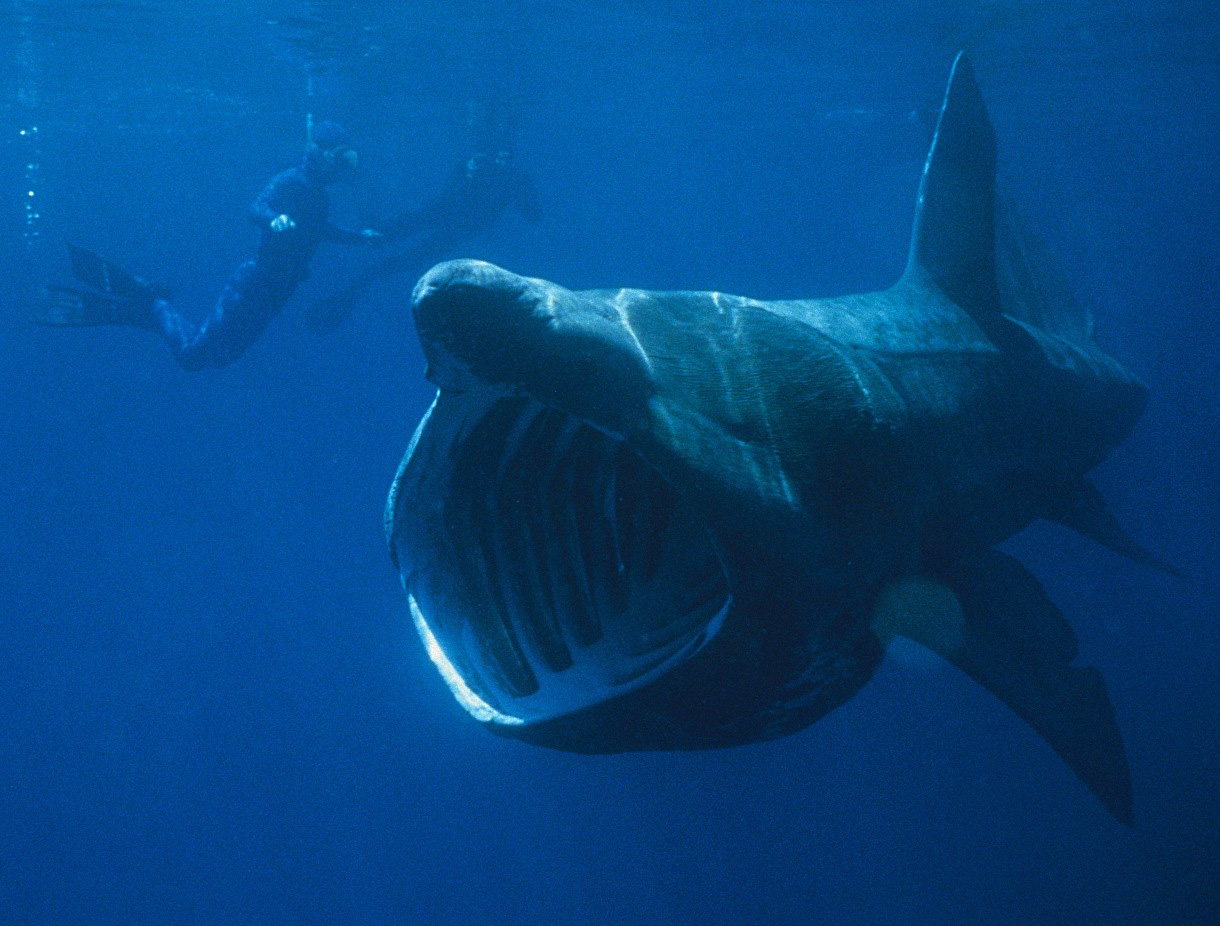
El tauró elefant és el segon peix més gran del món, després del tauró balena.

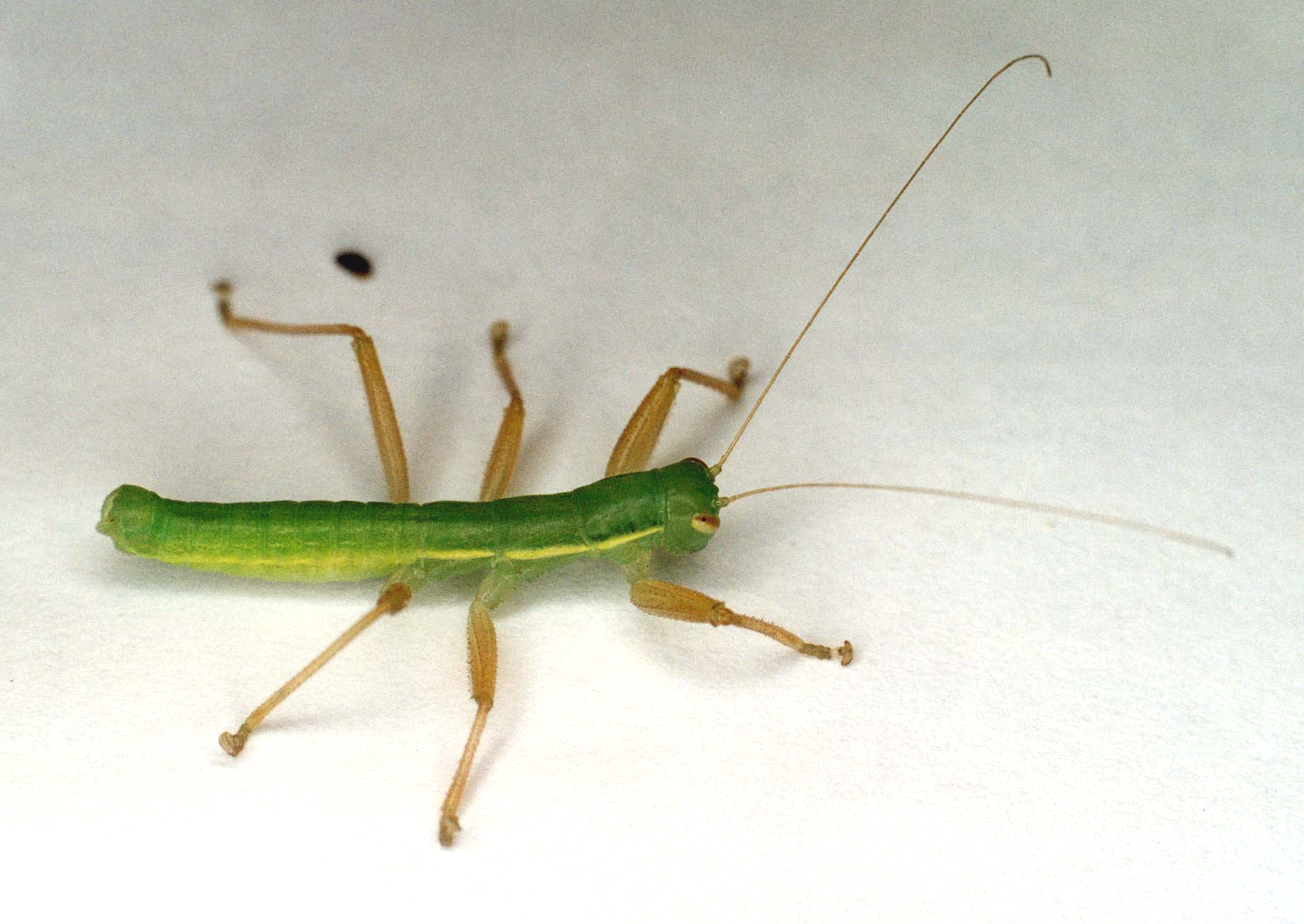
Mantophasma zephyrum. Se'n conserva un espècimen fòssil en ambre bàltic de 45 milions d'anys d'antiguitat (Rhaptophasma kerneggeri).

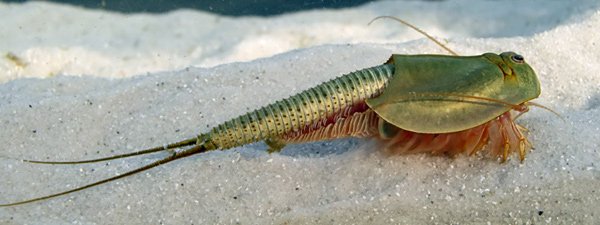
Un fòssil vivent, el Triops australiensis.

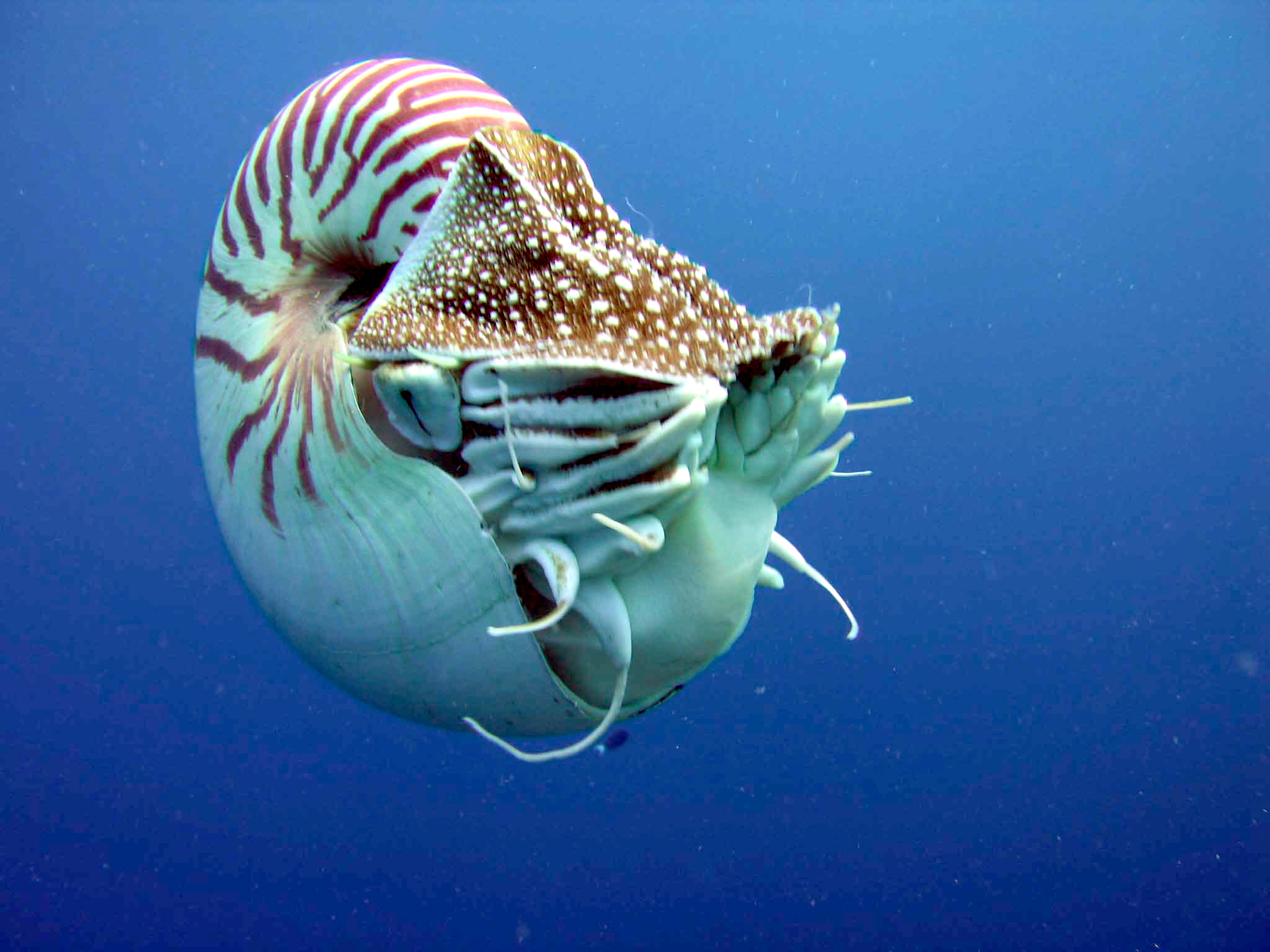
Els nàutils són els únics membres vivents de la subclasse dels nautiloïdeus i existeixen des de fa 500 milions d'anys.

Fòssil vivent és una expressió emprada per a classificar espècies no extintes que són extremadament semblants a espècies identificades mitjançant fòssils.

## Exemples
Alguns dels fòssils vivents són:

### Bacteris
- Estromatòlit – cianobacteri d'aigües poc profundes que ajuda en la creació d'oxigen per a l'atmosfera.

### Plantes
- Amborel·làcia (Amborellaceae) – planta de Nova Caledònia, possiblement la més propera a la base de les plantes amb flors.
- Araucaria araucana – planta del gènere de les araucàries
- Cicadòfits o ciques (Cycadophyta) – grup de plantes gimnospermes dioiques.
- Cues de cavall o equiset (Equisetum) – planta de la família Equisetaceae
- Ginkgo (Ginkgo biloba) – arbre de la família Ginkgoaceae
- Liquidambar – gènere de la família Altingiaceae
- Metasequoia – arbre de la família de les cupressàcies
- Sciadopitys verticillata – arbre de la família de les Sciadopityaceae.
- Psilotum (Psilotaceae) – planta del gènere de falgueres, de la [[Família (biologia)|família Psilotaceae
- Welwítsquia (Welwitschiaceae) – planta de la família Welwitschiaceae.
- Wollemia – arbre de la família de les araucariàcies, relacionat amb els gèneres Agathis i Araucaria.

### Fongs
- Neolecta – gènere de fong del fílum dels ascomicots.

### Animals
- Vertebrats
  - Mamífers
    - Castor de muntanya (Aplodontia rufa) – rosegador de la família dels aplodòntids.
    - Cavall de Przewalski (Equus ferus przewalskii, Equus przewalskii o Equus caballus przewalskii, la classificació és discutida) – subespècie del cavall salvatge.
    - Coala (Phascolarctos cinereus) – marsupial de la família dels fascolàrctids.
    - Colocolo (Dromiciops gliroides) – marsupial de l'ordre dels microbioteris.
    - Conill de les illes Amami (Pentalagus furnessi) – conill primitiu de la família dels lepòrids.
    - Conill dels volcans (Romerolagus diazi) – conill de la família dels lepòrids.
    - Equidna (Echidna) – animal emparentat amb l'ornitorrinc de la família dels taquiglòssids, només hi ha tres espècies supervivents de l'ordre monotremata.
    - Gat d'Iriomote (Prionailurus iriomotensis) – gat salvatge primitiu del gènere dels Prionailurus i de la família dels fèlids.
    - Musaranya elefant (Macroscelidea) – musaranya africana de l'ordre de les Macroscelidea.
    - Ocapi (Okapia johnstoni)[1] – remugant ungulat de la família dels giràfids, apareguts durant el Miocè.
    - Opòssums o sarigues (Didelphimorphia) – marsupial del superordre dels ameridelfs.
    - Ornitorrinc (Ornithorhynchus anatinus) – mamífer aquàtic de la família dels ornitorrínquids i de l'ordre dels monotremes.
    - Panda vermell comú o panda petit (Ailurus fulgens) – mamífer arborícola de la família dels ailúrids.
    - Porc formiguer (Orycteropus afer) – porc del gènere dels Orycteropus i de la família dels oricteropòdids.
    - Rata de roca laosiana (Laonastes aenigmamus) – rata rosegadora de la família dels diatòmids.
    - Ratolí de Xipre (Mus cypriacus) – ratolí de la família dels múrids.

  - Ocells
    - Acantisítid – família de petits ocells de l'ordre dels passeriformes.
    - Hoatzín (Ophisthocomus hoazin) – ocell de l'ordre dels cuculiformes, té un llinatge diferent dels Neoaves.
    - Sapayoa aenigma (Sapayoa aenigma) – ocell de l'ordre dels passeriformes, té un llinatge diferent dels Tiranis.
    - Mallerenga de bigotis (Panurus biarmicus) – Una espècie vivent. Diferent llinatge de Passèrids o dels sílvids.
    - Còlids (Coliiformes) – 6 espècies vivents en dos gèneres. Diferent llinatge de Neoaves.
    - Oca garsera (Anseranas semipalmata) – ocell aquàtic de l'ordre dels anseriformes.

  - Rèptils
    - Tortuga de nas de porc (Carettochelys insculpta) – tortuga de closca tova, de la família dels Carettochelyidae i del subordre dels criptodirs.
    - Chelydra serpentina – tortuga de la família dels Chelydridae.
    - Macrochelys temminckii – tortuga de la família dels Chelydridae.
    - Crocodilians (cocodrils, gavials i al·ligàtors) – ordre de grans rèptils de la classe dels sauròpsids.
    - Tuatara (Sphenodon punctatus i Sphenodon guntheri) – rèptil lepidosaure molt primitiu, de la classe dels sauròpsids.
    - Draco (gènere) – gènere de llangardaixos de la família dels agàmids.

  - Amfibis
    - Granota nas de porc o granota violeta (Nasikabatrachus sahyadrensis) – espècie de granota de la família dels sooglòssids.
    - Salamandres (Cryptobranchus i Andrias) – gèneres d'urodel de la família dels Cryptobranchidae.

  - Llamprees
    - Llamprea del nord de Brook (Ichthyomyzon fossor) – llamprea de la família dels Petromyzontidae, de la superclasse dels àgnats.

  - Osteïctis
    - Arowana i Arapaima (Osteoglossidae) – peixos actinopterigis de la família dels Osteoglossidae.
    - Amia calva – peix actinopterigi de la família dels Amiidae.
    - Celacants (Latimeria chalumnae) – espècie de peix de l'ordre dels celacantiformes i de la classe dels sarcopterigis; algunes subespècies que té són Latimeria menadoensis i Latimeria chalumnae.
    - Peix pulmó de Queensland (Neoceratodus fosteri) – peix pulmonat o dipnou de la família dels Ceratodontidae.
    - Acipenseriformes – ordre de peixos primitius actinopterigis, dividit en quatre famílies: dues de vivents, els acipensèrids i els poliodòntids, i dues d'extingides, els Chondrosteidae i els Errolichthyidae.
    - Poliptèrids (Polypteridae) – família primitiva d'actinopterigis de l'ordre de les Polypteriformes.
    - Peix bruixa o mixinoïdeu (Myxinidae) – peix craniat de l'ordre dels Myxiniformes i l'única espècie vivent de la família dels mixínids.

  - Taurons
    - Tauró serp (Chlamydoselachus anguineus) – tauró de l'ordre dels hexanquiformes i de la subclasse dels elasmobranquis.
    - Tauró follet (Mitsukurina owstoni) – tauró de l'ordre dels lamniformes i de la família dels Mitsukurinidae.
    - Tauró elefant o tauró pelegrí (Callorhinchus milii) – tauró de l'ordre dels lamniformes.
- Invertebrats
  - Insectes
    - Mantofasmatodeus – ordre d'insectes neòpters de la subclasse dels pterigots.
    - Mymarommatidae – família d'insectes himenòpters del subordre dels apòcrits, n'hi ha 10 espècies vivents en el gènere Palaeomymar.
    - Nevrorthidae – pterigots de la família dels Nevrorthidae.
    - Notiothauma reedi – mecòpter de la família dels Eomeropidae.
    - Orussidae – insectes paràsits de la família dels símfits i de l'ordre dels himenòpters; n'hi ha unes 70 espècies vivents dividides en 16 gèneres.
    - Peloridiidae – família d'insectes de l'ordre dels hemípters; n'hi ha menys de 30 espècies dividides en 13 gèneres.
    - Sikhotealinia zhiltzovae – coleòpter de la família dels Jurodidae.
    - Syntexis libocedrii – vespa de cedre de la família dels Anaxyelidae.

  - Crustacis
    - Glypheoidea – crustacis decàpodes; n'hi ha 2 espècies vivents: Neoglyphea inopinata i Laurentaeglyphea neocaledonica.
    - Stomatopoda – crustacis marins de l'ordre Stomatopoda
    - Triops cancriformis – crustacis branquiòpodes de l'ordre dels notostracis.

  - Mol·luscs
    - Nàutils (Nautilus) – família de cefalòpodes i únics membres vivents de la subclasse dels nautiloïdeus (per exemple: Nautilus pompilius).
    - Neopilina galateae – mol·lusc de la classe dels monoplacòfors.
    - Ennucula superba – cloïssa d'aigua salada de la família dels nucúlids.
    - Vampyroteuthis infernalis – cefalòpode de la família dels Vampyroteuthidae.

  - Altres invertebrats
    - Crinoïdeus o lliris de mar (Crinoidea) – animal marí del fílum dels equinoderms.
    - Cranc de ferradura – artròpode de l'ordre dels xifosurs i de la família dels limúlids; està emparentat amb Limulus polyphemus,  Tachypleus gigas, Tachypleus tridentatus i Carcinoscorpius rotundicauda.
    - Lingula anatina – braquiòpode inarticulat de la família dels lingúlids.
    - Ctenízids (Ctenizidae) – família d'aranyes migalomorfes de la classe dels aràcnids.
    - Onicòfors (Onycophora) – fílum d'animals terrestres semblants a les erugues i emparentats amb els artròpodes.
    - Valdiviathyris quenstedti – braquiòpode craniforme de la família dels Craniidae.